# بوليط بقري
بوليط بقري (الاسم العلمي: Boletus bovinus) هو نوع الفطريات يتبع جنس البوليط من الفصيلة البوليطية.